# Schloss Hirschling

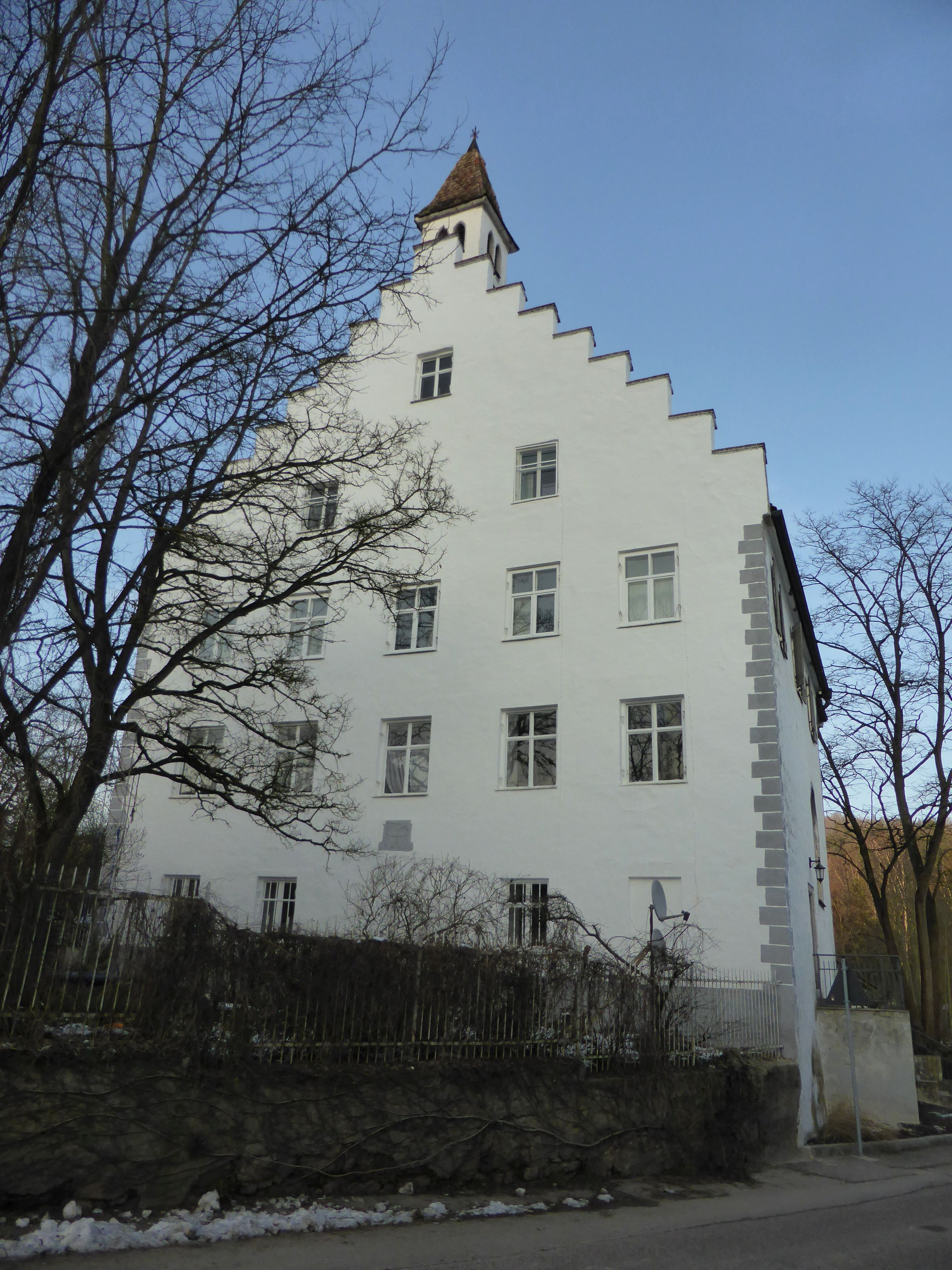
Schloss Hirschling

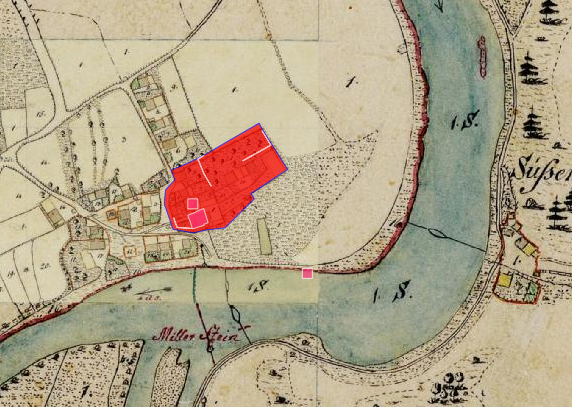
Lageplan von Schloss Hirschling auf dem Urkataster von Bayern

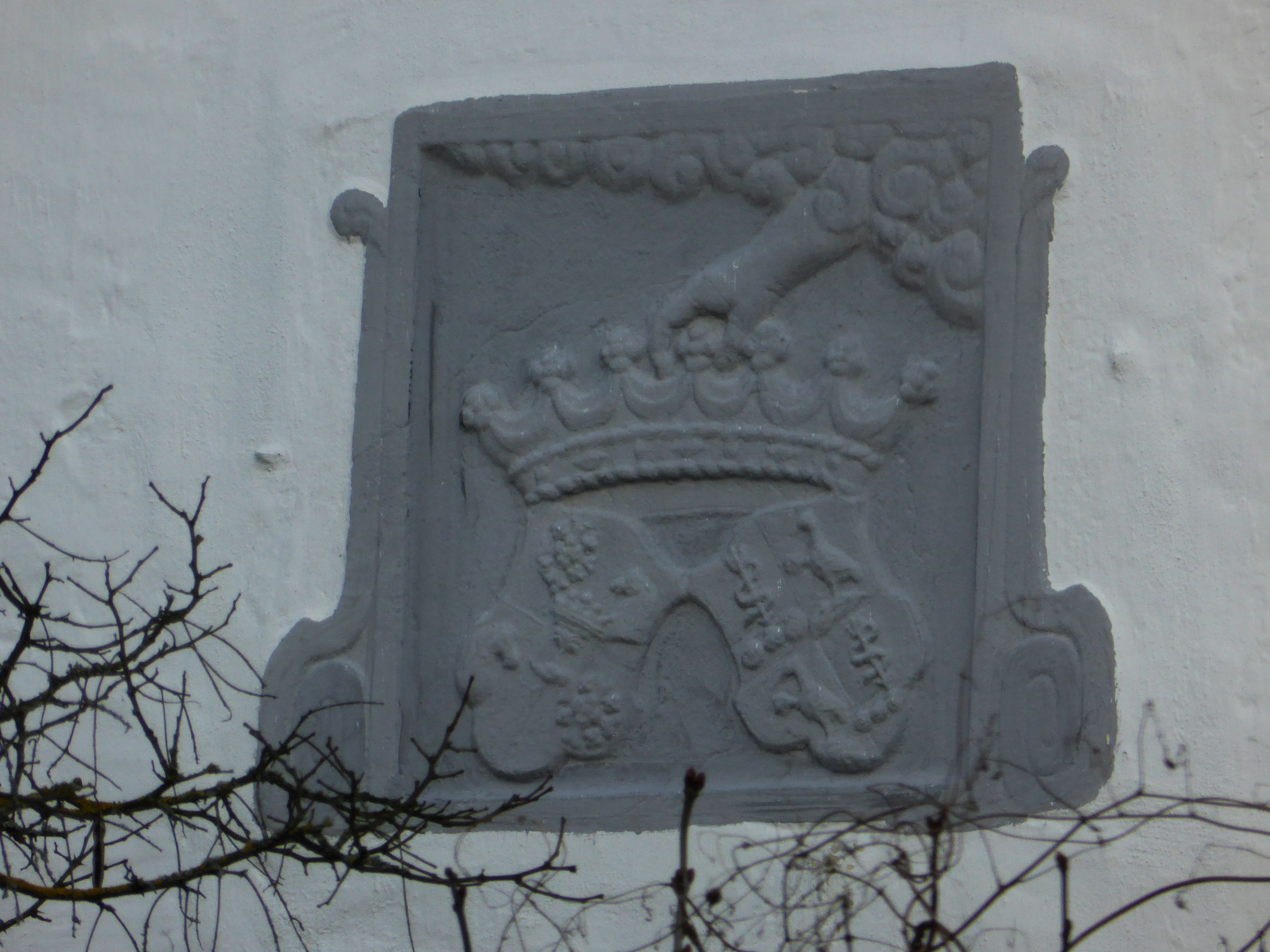
Wappenstein am Schloss aus dem 17. Jahrhundert

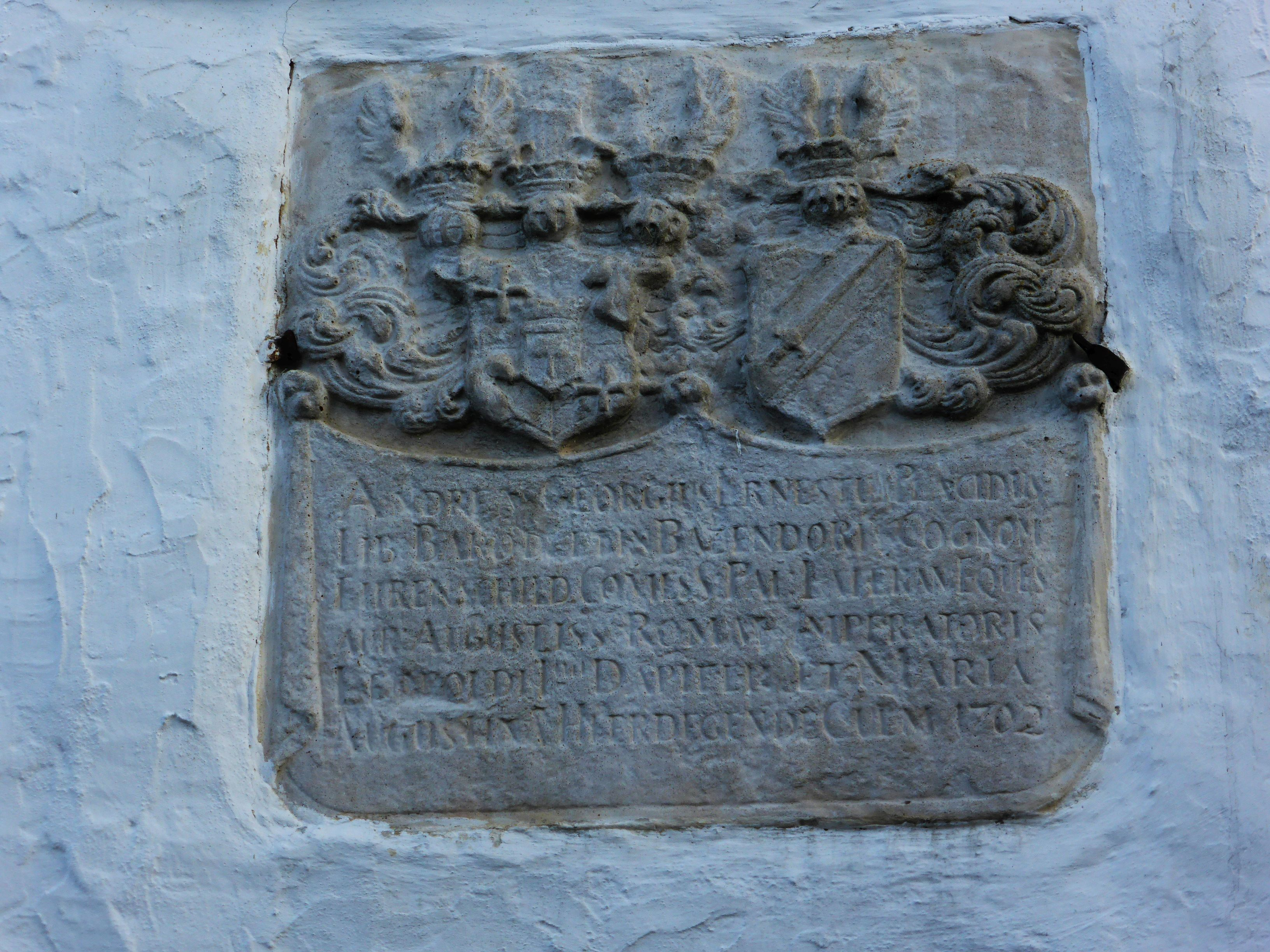
Ehewappen der Bazendorf-Heerdegen mit der Aufschrift: ANDREAS GEORGIUS ERNESTUS PLACIDUS LIB: BARO DE ET IN BAZENDORF COGNOM: EHRENSCHILD COMES S. PAL. LATERAN. EQUS EVR. AUGUSTUS ROMAN. IMPERATORIS lEOPOLDI DAPIFER ET MARIA AUGUSTINE HEERDEGEN DE CVLM 1702

Das Schloss Hirschling ist ein denkmalgeschütztes Gebäude an der Schlossbreite 1 am Ufer des Regens im Ortsteil Hirschling des Marktes Regenstauf im bayerischen Landkreis Regensburg. Die Anlage ist unter der Aktennummer D-3-75-190-36 als denkmalgeschütztes Baudenkmal von Hirschling verzeichnet. Ebenso wird sie als Bodendenkmal unter der Aktennummer D-3-6838-0063 im Bayernatlas als „archäologische Befunde im Bereich des ehem. Schlosses von Hirschling, zuvor mittelalterliche Burg“ geführt.

## Geschichte
Die Erbauer der Burg im 12. Jahrhundert waren die Herren von Heresing (Hirschling). Rudigerus de Heresingni wird um 1134 urkundlich erwähnt, 1168 wird ein Hertnit de Hergesingen genannt. Über den Conrad de Heresingen liegt eine Urkunde von Herzog Ludwig dem Kelheimer vom 7. Februar 1224 vor, in welcher der Ministeriale Konrad von Hirschling dem Katharinenspital von Regensburg Vogteirechte verkauft. Weitere Besitzer waren die Hofer von Lobenstein; der erste von diesen war Chalhoch, der 1380 als Zeuge einer Schenkung auftritt. Das Hirschlinger Schloss verkaufte er 1416 an den Landrichter zu Burglengenfeld, Stephan Hofer. Ab 1514 wird Albrecht Sinzenhofer hier genannt. 1559 erwarb Hans von Leublfing, Regierungsrat zu Straubing, das Anwesen. 1565 folgen die Parsberger. 1697 kommt Hektor von Vischbach, ein schwedischer Kämmerer und Major, in den Besitz des Schlosses. Jakob Freiherr von Bazendorf erwarb 1696 das Schloss, reißt den alten Turm ab und lässt das Schloss renovieren. Auf ihn geht eine Marmorplatte zurück, in der in lateinischer Sprache die teilweise fiktive Geschichte des Schlosses dargestellt wird. 1697 wird das Schloss durch Freiherrn Johannes Jakobus und Maria Katharina Elisabeth Sybille von Bazendorf barockisiert. Joseph Freiherr von Schneid, Herr auf Ramspau, kaufte das Schloss 1746. Auf ihn folgten die Freiherren von Pfetten (ab 1801), 1932 erwarb Eberhardt Hoesch das Anwesen, das ab 1968 an die Familie Kettenberger gekommen ist. Das Schloss befindet sich heute weiterhin in Privatbesitz.

## Gebäude
Das Schloss ist ein gotischer giebelständiger, gestelzter, rechteckiger und dreigeschossiger spätmittelalterlicher Satteldachbau mit Treppengiebeln, Dachreiter und einer um 1750 barock erneuerten Schlosskapelle St. Dionysius im Erdgeschoss des ehemaligen Turmes. Umbauten erfolgten 1697 und 1759. 1838 erfolgte der Bau des Dachtürmchens. 1925–72 wurde das Schloss als Dorfschule genutzt. 1950 erfolgte eine grundlegende Renovierung des Schlosses. 

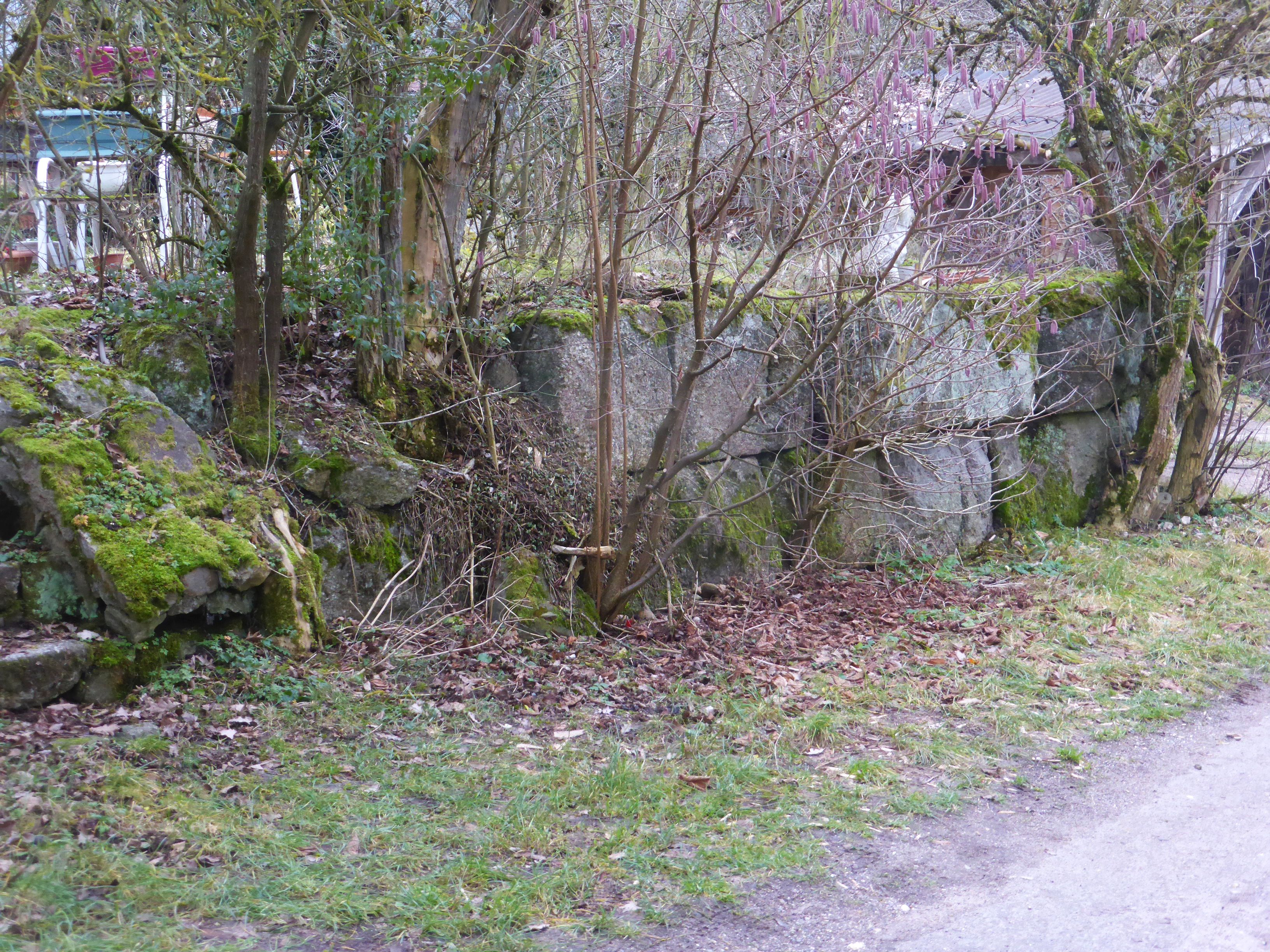
Grundmauerreste des Wohnturms nördlich von Schloss Hirschling

An der Stelle des heutigen Schlosses stand bis ins Hochmittelalter ein (angeblich römischer, was aber als Geschichtsirrtum abgesehen werden muss, da die Römer nicht nördlich der Donau nachweisbar sind) Wachtturm, der einer Burganlage weichen musste. Erhalten sind an der Nordseite des Schlosses Grundmauerreste (eine 15 m breite Mauer mit zwei Schichten mächtiger Quader) des ehemaligen Wohnturms der alten Niederungsburg aus granitenen Buckelquadern aus dem 12./13. Jahrhundert.